# Thomas Aikenhead
Thomas Aikenhead (bat. em 28 de março de 1676 - 8 de janeiro de 1697) foi um estudante de teologia escocês que aos 20 anos foi condenado à morte por blasfêmia pela Kirk, a igreja presbiteriana escocesa, após ter sido denunciado por colegas. Ele foi a última pessoa a ser executada por blasfêmia na Grã-Bretanha.